# Lawrence (Kansas)
 For alternative betydninger, se Lawrence. (Se også artikler, som begynder med Lawrence)
Lawrence er en amerikansk by og administrativt centrum i det amerikanske county Douglas County, i staten Kansas. I 2000 havde byen et indbyggertal på 80.098.

## Ekstern henvisning
- Lawrences hjemmeside (engelsk)

38°58′18″N 95°14′07″V / 38.9717°N 95.2353°V